# Zorka Peršič
Zorka Peršič (r. Klemenc), slovenska kulturna delavka in gospodarstvenica, * 9. september 1914, Kilovče, † 29. september 2007, Ljubljana. 
Leta 1940 je diplomirala na Filozofski fakulteti v Ljubljani, nato pa je začela poučevati v Žalcu. Ob izbruhu druge svetovne vojne se je pridružila NOB, kjer je bila leta 1944 urednica revije Pionir. 
Leta 1945 je bila ena od pomembnih članov, ustanoviteljev Založbe Mladinska knjiga v Ljubljani. Med leti 1953 in 1973 je bila tudi njena direktorica. Bila je ena od idejnih vodij založbe, pripisuje pa se ji, da je po zgledu nemškega knjižnega kluba, v Sloveniji ustanovila knjižni klub “Svet knjige”. Kmalu je v Mladinski knjigi ustanovila sekretariat za koprodukcijske izdaje, ki je usklajeval pripravo skupnih izdaj v več jezikih hkrati, ter povezoval založnike iz držav zahodne Evrope z založniki držav vzhodne Evrope. S svojim delom je pomembno vplivala na oblikovanje slovenskega založništva in še posebej na izdajanje knjig za otroke in mladino.
Zorka Peršič je bila med letoma 1966 in 1970 predsednica Mednarodne zveze za mladinsko književnost - IBBY, prejela je češko in slovaško priznanje za zasluge pri razvoju knjig za otroke, leta 2002 pa Schwentnerjevo nagrado za življenjsko delo na področju založništva in knjigotrštva.